# クローナハ郡
クローナハ郡 (ドイツ語: Landkreis Kronach) は、ドイツ、バイエルン州のオーバーフランケン行政管区で最も北に位置する郡。隣接する郡は、北にテューリンゲン州ザールフェルト＝ルードルシュタット郡、北西には、やはりテューリンゲン州のザーレ＝オーラ郡、東にホーフ郡、南にはクルムバッハ郡とリヒテンフェルス郡、南西にコーブルク郡、そして西がテューリンゲン州ゾンネベルク郡である。

## 地理
この郡の領域は、その北部・東部・南東部を、標高700mまでの高地であるフランケンヴァルトの主要部分が占めている。南西部は、標高200から500mのオーバーマイン丘陵である。ここに郡庁所在地のクローナハも位置している。
郡北東部に湧出したローダッハ川が郡南西部へと流れ、郡の外でマイン川に合流する。ローダッハ川は、クローナハで北から流れ下ったハースラハ川を受け容れる。

## 歴史
クローナハ郡の領域は、1800年までバンベルク領主司教の支配下にあった。1802年にはバイエルン王国のものになった。1804年、クローナハ、ラウエンシュタイン（現在はルートヴィヒスシュタットに編入されている）およびトイシュニッツに区裁判所が設けられ、マイン郡、1817年からはオーバーマイン郡（さらに1838年からはオーバーフランケン）に属した。1837年に、ラウエンシュタイン区裁判所はルートヴィヒスシュタットへ、トイシュニッツ区裁判所はノルトハルベンへ移転した。1862年に両区裁判所はトイシュニッツ管区に統合され、同時にクローナハ区裁判所からは同名の管区が創設された。1880年にトイシュニッツ管区は廃止され、属していた自治体はクローナハ管区の所属となったが、クローナハへの交通の便が悪いことから1888年にトイシュニッツ管区が新たに設けられた。しかし、トイシュニッツ管区は1931年に再び廃止され、その自治体は（2つの例外を除き）再びクローナハ郡に編入された。1939年にクローナハ管区からクローナハ郡が成立した。鉄のカーテンの時代、この郡の領域は、北、西、東をドイツ民主共和国と境を接していた。ヴェリチュ、ノルトハルベンあるいはブルクグルプといった自治体は直に境界に接していた。国境であった地域は現在も部分的にそれと見分けられる（特にプレシヒのヴェリチュ地区）。
1972年の自治体再編では、クローナハ郡は南部のわずかな領域調整の他は変更がなかった。

### 住民と宗教
70,000あまりの人口のうち、56%がカトリック信者、38%が新教の信者である。ヴァレンファエルス、プレシヒおよびシュタインバッハ・アム・ヴァルトではほとんどすべての住民がカトリック信者であり、キュプスとミトヴィッツにはもっぱら新教徒が暮らしている。外国人比率は4%で、比較的少数である。

## 経済と社会基盤

### 地元企業
- Loewe AG、本社（電子機械、通信産業）
- Dr. Schneider（プラスチック工業）
- Carl Link Verlag（出版業）
- Confiserie Burg Lauenstein GmbH（ケーキ・菓子製造）
- Lear Corporation GmbH & Co. KG（自動車部品）

### 交通
中心都市のクローナハは、1861年にマイン川沿いを走るルートヴィヒ南北鉄道から分岐したホーホシュタット＝シュトックハイム鉄道を介して鉄道網を獲得した。1863年に路線はシュトックハイムまで延長され、さらに1885年バイエルン国営鉄道によりテューリンゲンとの境界を越えて延長がなされた。同時に、ルートヴィヒシュタットからは、スレート採掘場への支線が設けられた。
世紀の変わり目頃には支線が作られた。
- 1900年、クローナハからローダッハ川沿いに遡りノルトハルベンまで（ローダッハタール鉄道）
- 1901年、シュトックハイムからプロイセン国営鉄道経由でブルクグルプを通りゾンネベルクまで
- 1903年、プレシヒ - ローテンキルヒェン - 一旦テューリンゲンの領域を通り - テッタウまで
- 1916年、最初は貨物路線として、クローナハ市内ノイゼス地区からヴァイセンブルンまで

シュタイナハ川流域は、1920年に完成したドイツ帝国鉄道の支線、エーバースドルフ - ノイシュタット・バイ・コーブルク線により結ばれていた。
すべての支線(62km)の旅客営業は、1945年以降、1952年/1954年、1972年-1976年に廃止となった。
- 1945年：ルートヴィヒシュタット - レーエシュテン 4km、およびノイハウス - シールシュニッツ - ブルクグルプ 1km
- 1952年：プレシヒ - ローテンキルヒェン - アレクサンダーヒュッテ - テッタウ 13km
- 1954年：ノイゼス - ヴァイセンブルン 5km
- 1972年：ブルクグルプ - シュトックハイム 4km
- 1975年：エーバースドルフ - メトリッツ - ホーフ＝シュタイナハ - ノイシュタット 10km
- 1976年：クローナハ - ヴァレンフェルス - ノルトハーベン 25km

これにより、現在の鉄道網は、最初のわずかな部分に戻り、全長107kmにとどまっている。
道路：連邦道B85, B89, B173, B303

## 行政

### 紋章
2頭の獅子は、バンベルク（左）とオーラミュンデ（右）を示している。この郡の大部分は1122年からバンベルク司教領であったが、郡の北部ラウエンシュタイン（ルートヴィヒシュタット市内）にオーラミュンデ伯の居館があったため、両者を紋章にしている。下部の青色は、ランクハイム修道院のシンボルカラーで、その中に描かれた水車は、この郡が多くの川に恵まれそこで水車による産業が営まれていたことを象徴している。

## 市と自治体
| 市 - クローナハ (Kronach 16,924) - ルートヴィヒスシュタット (Ludwigsstadt 3,315) - トイシュニッツ (Teuschnitz 1,921) - ヴァレンフェルス (Wallenfels 2,566) 市場町 - キュプス (Küps 7,818) - マルクトローダッハ (Marktrodach 3,686) - ミトヴィッツ (Mitwitz 2,854) - ノルトハルベン (Nordhalben 1,626) - プレシヒ (Pressig 3,920) - シュタインヴィーゼン (Steinwiesen 3,333) - テッタウ (Tettau 1,965) 町村 - ライヒェンバッハ (Reichenbach 672) - シュネッケンローエ (Schneckenlohe 1,001) - シュタインバッハ・アム・ヴァルト (Steinbach a.Wald 3,041) - シュトックハイム (Stockheim 4,815) - チルン (Tschirn 508) - ヴァイセンブルン (Weißenbrunn 2,808) - ヴィルヘルムスタール (Wilhelmsthal 3,521) 市町村に属さない地域 - ビルンバウム (Birnbaum 8.15 km²) - ランゲンバッハの森 (Langenbacher Forst 12.71 km²) | 行政共同体 - ミトヴィッツ行政共同体: ミトヴィッツとシュネッケンローエ - トイシュニッツ行政共同体: ライヒェンバッハ、トイシュニッツおよびチルン |

（括弧内の単位のない数値は2023年12月31日現在の人口）

## 引用
1. 1 2  https://www.statistikdaten.bayern.de/genesis/online?operation=result&code=12411-003r&leerzeilen=false&language=de Genesis-Online-Datenbank des Bayerischen Landesamtes für Statistik Tabelle 12411-003r Fortschreibung des Bevölkerungsstandes: Gemeinden, Stichtag (Einwohnerzahlen auf Grundlage des Zensus 2011)